# Mount Washington (New Hampshire)
Der Mount Washington erhebt sich im US-Bundesstaat New Hampshire und gehört zur Presidential Range der White Mountains innerhalb der Appalachen. Mit 1917 m ist er die höchste Erhebung im Nordosten der USA.

## Wetter und Klima
Am Mount Washington, der das Umland um bis zu 1400 Höhenmeter überragt, und den anderen Bergen der Presidential Range staut sich kalte Luft aus dem Norden und trifft auf warme Luft aus Süd und West. Deshalb zählt der Gipfel des Mount Washington klimatisch zu den kargsten und windreichsten Gegenden der Erde. Hier wurde – abgesehen von Tornados – am 12. April 1934 mit 372 km/h die bis 1996 weltweit höchste Windgeschwindigkeit gemessen. Im Winter – oft schon im Herbst, wenn es im Tal noch weit über 0 °C ist – werden Temperaturen von −40 °C und darunter gemessen, obwohl der Berg auf der geografischen Breite beispielsweise von Genua liegt. An über 100 Tagen im Jahr erreicht die Windgeschwindigkeit auf dem Gipfel mit über 120 km/h Orkanstärke. Eine durchschnittliche Windgeschwindigkeit von 56 km/h und eine Durchschnittstemperatur von −2,7 °C erzeugen extreme Windchill-Effekte. Am 4. Februar 2023 um 03:49 Ortszeit (EST) wurde diesbezüglich ein neuer USA-Rekord aufgestellt: Bei −43,9 °C = −47 °F Lufttemperatur und einer Windgeschwindigkeit von 156 km/h = 97 mph sank die gefühlte Temperatur (Windchill) auf dem Gipfel auf −77,8 °C bzw. −108 °F. Die ganze Nacht herrschten auf dem sturmumtosten Gipfel Temperaturen um oder unter −40 °C und extreme Stürme (Spitze bis 185 km/h), was vom 3. Februar ca. 16:00 EST bis zum 4. Februar ca. 08:00 EST permanent einen Windchill-Wert von unter −70 °C ergab. Die extreme Kälte bewirkte ein Zusammenziehen der Luft, wodurch die untere Grenze der Stratosphäre knapp unter den Gipfel des Mount Washington absank. Dies ist ein sehr seltenes Ereignis, da die Stratosphäre normalerweise erst in rund zehn Kilometer Höhe beginnt.

## Ökologie
Der Mount Washington umfasst mehrere Höhenstufen. In den Tälern wächst ein nördlicher Laubwald, der in höheren Lagen in einen Nadelwald aus Fichten und Tannen übergeht. Der Wald geht in Krummholz über, bis in schon 1300 Metern Höhe die Waldgrenze erreicht ist. Die Pflanzen in der über der Waldgrenze liegenden alpinen Zone sind den extremen klimatischen Bedingungen angepasst.

## Geschichte

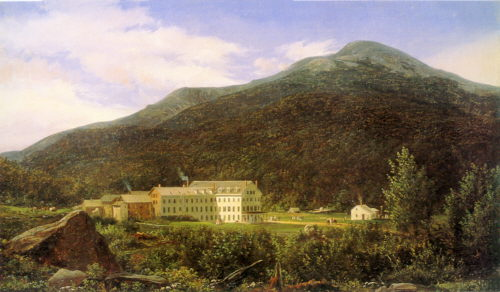
Mount Washington (Ölgemälde, 1857)

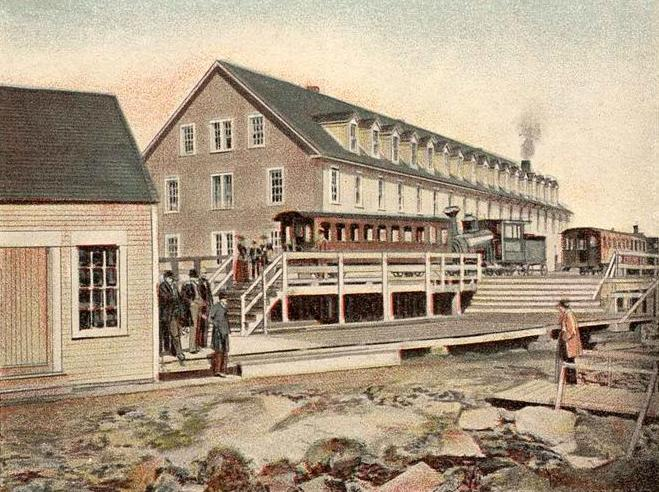
Summit House (Postkartenmotiv 1904)

Von den Indianern wurde der Berg Agiocochook, „das Zuhause des Großen Geistes“, genannt. Darby Field, ein Siedler aus Exeter, war der erste Weiße, der 1642 den Berg bestieg. Seine beiden indianischen Begleiter weigerten sich, den Gipfel zu betreten, da ihnen der Berg heilig war. Fields Unternehmung wird in den Aufzeichnungen des ersten Gouverneurs von Massachusetts, John Winthrop, erwähnt. 1819 legten Abel Crawford und sein Sohn Ethan Allen Crawford, Siedler und Wirte im nach ihnen Crawford Notch genannten Tal, einen ersten Weg auf den Gipfel an. Als die White Mountains ab Mitte des 19. Jahrhunderts mit der Eisenbahn erreichbar waren, wurde der Berg weiter touristisch erschlossen. Ein Reitweg wurde auf den Gipfel angelegt, und 1852 wurde eine erste Touristenunterkunft auf dem Gipfel erbaut. Da das Gebäude gut besucht wurde, wurde 1853 das Tip Top Hotel auf dem Gipfel erbaut. 1861 wurde ein zwölf Kilometer langer Kutschenweg, die heutige Mount Washington Auto Road fertiggestellt. 1869 wurde die Mount Washington Cog Railway eröffnet, eine Zahnradbahn, die als älteste Bergbahn der Welt gilt. Ein Feuer zerstörte 1908 alle Gebäude auf dem Gipfel mit Ausnahme des Tip Top Hotels. Seit 1932 wird die private Wetterwarte Mount Washington Observatory auf dem Gipfel ganzjährig betrieben. Um den Columbus Day herum richten die auf dem Gipfel Bleibenden sich auf den Winter ein und legen Notvorräte für den Fall, dass die ungefähr wöchentlich stattfindende Versorgungsfahrt mit einem Schneemobil wetterbedingt ausfällt, an.
Im Januar 1982 verlor der siebzehnjährige Hugh Herr in einem Schneesturm am Mount Washington durch Erfrierungen beide Beine. Das Unglück bewog ihn, Bioniker zu werden und an der Entwicklung künstlicher Gliedmaßen zu forschen.

## Touristische Einrichtungen

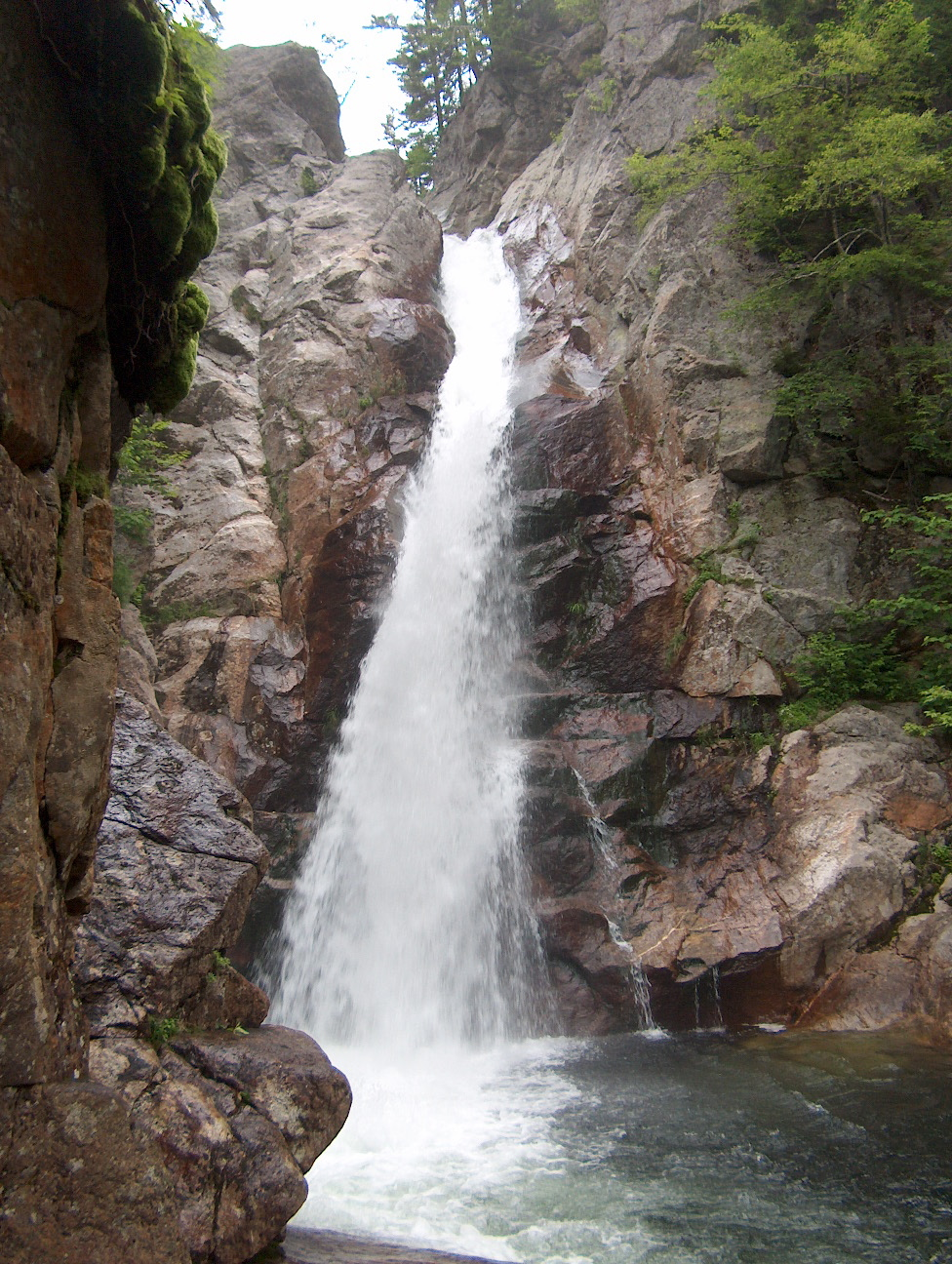
Glen Ellis Falls

Der Gipfel des Mount Washington gehört zum 24 Hektar großen Mount Washington State Park. Der Berg liegt inmitten des über 3000 Quadratkilometer großen White Mountain National Forest. Auf dem Gipfel befindet sich das 1979 erbaute Sherman Adams Building, ein modernes Gebäude, das nach Sherman Adams, einem ehemaligen Gouverneur von New Hampshire benannt wurde. Das Gebäude beherbergt ein Besucherzentrum, eine Cafeteria, sanitäre Anlagen, Andenkenläden, die Mount Washington Wetterwarte und ein Museum. Das historische Tip Top Hotel befindet sich unmittelbar neben den modernen Bauten und kann zeitweise besichtigt werden.

Die von Mai bis Oktober geöffnete Mount Washington Auto Road ist eine privat betriebene, mautpflichtige Straße, die von Gorham auf der Ostseite des Berges über zwölf Kilometer mit durchschnittlich 12 % Steigung über 1441 Höhenmeter auf den Gipfel führt. Auf der Straße kann man mit Minibussen oder mit dem eigenen PKW bis auf den Gipfel fahren.

Die Zahnradbahn Mount Washington Cog Railway fährt von Marshfield bei Bretton Woods von Mai bis Oktober mehrmals täglich auf den Gipfel und zurück sowie, wenn das Wetter es erlaubt, auch davor und danach noch bis zur „Skyline“ in 1676 m Höhe.
Mindestens 15 steile, lange Wanderwege, darunter der Appalachian Trail, führen auf den Gipfel des Mount Washington.
Mount Washington Road Race ist ein 7,6-Meilen-Lauf, der auf der Autostraße vom Fuße des Berges bis hinauf zum Gipfel führt. Er wurde zum ersten Mal 1936 veranstaltet und findet seit 1966 jährlich statt. Entlang derselben Strecke wird mit dem Mount Washington Auto Road Bicycle Hillclimb seit 1973 auch ein Radrennen ausgetragen, zu dessen prominentesten Gewinnern Tyler Hamilton und Jeannie Longo gehören.